# Liste des épisodes de Itazura Na Kiss
En 2008, le manga Itazura na Kiss est adapté en anime. Les 25 épisodes sont produits par TMS Entertainment et sont diffusés du 4 avril 2008 au 25 septembre 2008. La réalisation fut confiée à Osamu Yamasaki et le chara-design à Maki Fujioka et SOETA Kazuhiro,.
Étant donné que le manga n'avait pas de fin précise à la suite de la mort de sa mangaka, la fin de l'anime a été entièrement inventée grâce aux directives scénaristiques laissées par Tada.

## Synopsis
Kotoko Aihara, une jeune étudiante pas très douée pour les études et très maladroite, voit un jour sa lettre d'amour être violemment rejetée par Naoki Irie — le garçon le plus populaire de l’école mais d'un naturel froid — dont elle est folle amoureuse.
Sa malchance ne s'arrête pas là : le soir-même, à la suite d'un tremblement de terre, sa maison est la seule à s'écrouler à cause d’une mauvaise charpente. Kotoko et son père se voient alors être hébergés par des amis d'enfance de ce dernier, qui se trouvent être les parents de Naoki.
Kotoko doit gérer la honte qui la submerge face à Irie, mais également le caractère dédaigneux de celui-ci à son encontre, n'appréciant pas sa présence.

## Doublage[3]
- Kotoko Aihara : Nana Mizuki
- Naoki Irie : Daisuke Hirakawa
- Kinosuke Ikezawa : Shuuhei Sakaguchi
- Christine « Chris » Robbins : Goto Yuko
- Yuko Matsumoto : Akiko Kimura
- Sudou :  Mitsuo Iwata
- Ayako Matsumoto : Saori Seto

## Liste des épisodes[2]
L'opening s'intitule Kimi, Meguru, Boku et est interprété par Hata Motohiro.

Le premier ending (épisodes 01 à 13) s'intitule Kataomoi Fighter et est interprété par GO!GO!7188.

Le second ending (épisodes 14 à 25) s'intitule Jikan yo Tomare et est interprété par Azu feat. SEAMO.
| No | Titre français                                     | Titre japonais             | Titre japonais                 | Date de 1re diffusion |
| No | Titre français                                     | Kanji                      | Rōmaji                         | Date de 1re diffusion |
| --- | -------------------------------------------------- | -------------------------- | ------------------------------ | --------------------- |
| 1 | Malice du Destin                                   | 運命のイタズラ             | Unmei no itazura               | 4 avril 2008          |
| Kotoko Aihara, jeune fille maladroite, se voit refuser sa lettre d’amour par Naoki Irie, le garçon le plus populaire du lycée. Alors qu'elle rentre chez elle humiliée, sa maison s'effondre soudainement à la suite d'un tremblement de terre. Finalement hébergée avec son père par des amis d'enfance, elle est horrifiée d'apprendre qu'il s'agit en fait des parents de Naoki. |                                                    |                            |                                |                       |
| 2 | Dangereuse Vie Commune                             | アブない同居生活           | Abunai dōkyo seikatsu          | 9 avril 2008          |
| Irie-kun se voit forcer la main pour rehausser le niveau scolaire de Kotoko, afin qu'elle fasse partie des cinquante meilleurs de l'école au prochain examen. |                                                    |                            |                                |                       |
| 3 | Témoin d'Amour                                     | 恋のバトンタッチ           | Koi no batontacchi             | 16 avril 2008         |
| Kotoko et Irie-kun font partie du marathon de l'école. Alors que Kotoko s'entraine dur, elle s'effondre de fatigue le jour de l'épreuve, mais est secourue par Irie-kun. |                                                    |                            |                                |                       |
| 4 | Vacances d'été émotionnelles                       | ドッキドキな夏休み         | Dokki doki na natsuyasumi      | 23 avril 2008         |
| La classe F est privée des vacances d'été car doit se rendre à des cours en plus. Alors qu'ils se rendent à la piscine, Kotoko tombent sur Irie-kun et Yuki. Celui-ci, embêtant la jeune fille, finit presque par se noyer. Kotoko le sauve mais se blesse en même temps. |                                                    |                            |                                |                       |
| 5 | Le Moment Crucial ! Le Camp d'Hiver de la Classe F | ガケっぷち！Ｆ組冬の陣     | Gakebbuchi! F-gumi Fuyu no Jin | 30 avril 2008         |
| Les examens finaux approchent, mais la classe F n'est pas assez préparée. Demandant l'aide de Irie-kun, le jeune homme accepte difficilement de devenir leur tuteur. |                                                    |                            |                                |                       |
| 6 | Chocolat, Examen et Porte-poisse                   | チョコと受験と疫病神       | Choco to Juken to Yakubyōgami  | 7 mai 2008            |
| Les examens de passage à l'université approchent, tout comme la Saint-Valentin. Kotoko décide de préparer des chocolats à Irie-kun pour lui souhaiter bonne chance, mais son stress est tel qu'il lui déclenche une sérieuse crise d'appendicite. Alors qu'il est en marche pour passer ses examens, Irie-kun décide d'abandonner pour se rendre au chevet de Kotoko. Plus tard remise, la jeune fille décide de quitter la maison en pleine nuit car se considère comme le porte-poisse de Naoki. Ce dernier, l’apercevant, arrive à la retenir d'une manière inattendue. |                                                    |                            |                                |                       |
| 7 | Baiser Taquin                                      | イジワルなKiss             | Ijiwaru na KISS                | 14 mai 2008           |
| C'est le jour de la remise des diplômes. Les classes A et F se voient, involontairement, célébrer cela au même endroit. Alors que Irie-kun se moque d'elle, Kotoko se venge en montrant une photo de lui petit habillé en fille — donnée par sa mère. En colère, Irie-kun emporte Kotoko dehors et tous deux se disputent. Alors qu'elle lui dit le détester, le jeune homme finit par l'embrasser soudainement, puis la laisse là, souriant de manière moqueuse. |                                                    |                            |                                |                       |
| 8 | Une vie de campus tant attendue !?                 | 憧れのキャンパスライフ！?  | Akogare no kyanpasu raifu!?    | 21 mai 2008           |
| C'est le premier jour à l'université pour tout le monde. Kotoko rencontre ses nouveaux camarades et lors du choix des clubs d'activités, elle décide de joindre le même que Irie-kun. Mais ses plans sont contrariés par Yuko Matsumoto, une camarade de classe de Naoki qui est très belle et qui semble s'intéresser à lui. |                                                    |                            |                                |                       |
| 9 | Viser un Rendez-vous !                             | デートをねらえ！           | Deeto o nerae!                 | 28 mai 2008           |
| Kotoko et Sudo suivent Matsumoto, qui a un rendez-vous avec Irie-kun, mais sont tous deux rapidement découverts. Plus tard, Irie-kun emmène Kotoko faire un tour en barque sur le lac, disant que si un couple passe par là, il se sépare. De surprise, Kotoko tombe dans l'eau et entraine Naoki. Tandis qu'ils sèchent sur la berge, Kotoko avoue qu'elle ne veut pas se séparer de lui. |                                                    |                            |                                |                       |
| 10 | Au Revoir - Jours Pluvieux                         | さよならレイニー・デイ     | Sayonara reinii・dei           | 4 juin 2008           |
| Le père de Kotoko décide qu'il est temps de quitter la maison des Irie, ce qui attriste la jeune fille. Le jour suivant leur départ, Kotoko se retrouve par hasard devant la maison et trouve Yuki fortement malade. Elle veille sur lui et avec l'aide de Naoki, l'emmène à l'hôpital. Plus tard Naoki la remercie. |                                                    |                            |                                |                       |
| 11 | Baiser, Baiser, Baiser...dans un Rêve              | 夢でkiss・Kiss・Kiss       | Yume de kiss・Kiss・Kiss       | 11 juin 2008          |
| Naoki travaille dans un lieu touristique appelé « Villa Romance ». Kotoko, Sudo, Yuki, Matsumoto et sa sœur s'y rendent pour le voir. A un moment, alors assoupie, Kotoko rêve que Irie-kun l'embrasse et ressent une drôle de sensation à son réveil. Caché derrière un buisson, Yuki semble tout confus. |                                                    |                            |                                |                       |
| 12 | Cœurs Mal assortis                                 | すれ違うハートたち         | Surechigau haato tachi         | 25 juin 2008          |
| Le père de Naoki tombe malade et son état entraine la société dans une sale posture. Pour la sauver, Naoki accepte d'aller à un rendez-vous amoureux avec la fille d'un client important. Kotoko et Matsumoto décident alors de faire échouer le rendez-vous mais finissent par tomber dans leur propre piège. |                                                    |                            |                                |                       |
| 13 | Période d'Amour                                    | 恋のピリオド               | Koi no piriodo                 | 2 juillet 2008        |
| Kin-chan refait très sérieusement sa demande en mariage à Kotoko, qui dit qu'elle y pensera. Désemparée par la situation concernant Naoki et Christine, la jeune fille envisage d'abandonner définitivement la partie. Durant un rendez-vous avec Kin-chan, elle croise le couple également de sortie et décide donc d'accepter la demande faite. Mais la discussion avec Kin-chan tourne mal et ils se disputent violemment, provoquant la détresse de Kotoko qui hurle le nom de Irie-kun. S'enfuyant finalement, Kotoko marche sous la pluie et décide que Irie-kun sera le seul dans son cœur, peu importe ce qui arrivera. Arrivant au métro, elle réalise alors que le jeune homme l'y attend. |                                                    |                            |                                |                       |
| 14 | Le Plus Fort des Baisers                           | 最強のKiss                 | Saikyō no Kiss                 | 9 juillet 2008        |
| Irie-kun et Kotoko se dévoilent enfin leurs sentiments. Il lui demande de ne plus jamais dire qu'elle aime un autre homme. Ils rentrent demander la bénédiction des parents, ce qu'ils reçoivent immédiatement. La mère de Naoki programme ainsi le mariage pour dans deux semaines. Le jour du mariage, Yuki avoue à Kotoko que Naoki l'a effectivement embrassé à la Villa Romance. Surprise elle ne tarde pas à le dire à Naoki. Tout le monde finit par célébrer le mariage. |                                                    |                            |                                |                       |
| 15 | Panique en Lune de Miel !                          | ハネムーン・パニック!      | Hanemūn・Panikku!              | 16 juillet 2008       |
| Après leur mariage, Kotoko et Irie-kun partent en lune de miel à Hawaï. Dans l'avion, ils font la connaissance d'un autre couple qui vient aussi de se marier. Très vite, la femme, Mari, va devenir très envahissante et se rapprocher de plus en plus d'Irie. Elle croit avoir une chance avec Irie. Kotoko ne sait plus quoi faire, son mariage à peine fêté, est-elle déjà jalouse ? |                                                    |                            |                                |                       |
| 16 | Poursuivre le Bonheur                              | 追いかけてハッピネス       | Oikake te happi nesu           | 23 juillet 2008       |
| À la suite de ce qui s'est passé lors de leur lune de miel, Kotoko a décidé de devenir infirmière et d'être une épouse dont Irie pourra être fière. Alors qu'elle attend les résultats de ses examens d'entrée , la jeune fille va tenter d'aider Christine, folle amoureuse de Kin-Chan, à montrer ses qualités à l'élu de son cœur afin qu'il tombe amoureux d'elle. |                                                    |                            |                                |                       |
| 17 | Nouveaux Visages Envieux                           | ねたまれそうなNEWフェイス  | Netama re sō na NEW feisu      | 30 juillet 2008       |
| Ça y est, Kotoko commence sa première année d'apprentissage pour devenir infirmière ! Nouveau département, nouveaux amis… ou peut-être pas. Les étudiantes sont toutes folles de Naoki Irie, l'homme fabuleux qui est en quatrième année de médecine. Kotoko n'ose pas dire à ses nouvelles compagnes qu'il s'agit de son mari, mais ce secret pourrait bien lui en coûter plus qu'elle ne l'imagine ? |                                                    |                            |                                |                       |
| 18 | Triangle amoureux Désagréable                      | 不機嫌なトライアングル     | Fukigen na toraianguru         | 6 aout 2008           |
| Keita s'est énormément rapproché de Kotoko, ce qui a échappé à la jeune fille mais pas à Irie. Alors que celui-ci devient de plus en plus distant avec sa femme, Kotoko trouve de plus en plus de réconfort auprès de Keita qui s'insurge à chaque fois que sa compagne se retrouve rabaissée ou ignorée par son mari. Est-ce que l'amour passionné du jeune infirmier pour Kotoko aura raison de son dévouement envers le froid et distant Irie ? |                                                    |                            |                                |                       |
| 19 | Fou de Toi                                         | 「CRAZY FOR YOU」          | CRAZY FOR YOU                  | 13 aout 2008          |
| Entre l'attitude de plus en plus distante et froide d'Irie et la soudaine confession de Keita, Kotoko ne sait plus quoi faire. Le brusque accident de Christine et la demande en mariage passionnée que va lui faire Kin-Chan vont tout d'un coup remettre beaucoup de choses en question. Pourquoi est-ce que Keita se préoccupe plus d'elle qu'Irie ? Keita dira-t-il à Kotoko qu'il l'aime ? |                                                    |                            |                                |                       |
| 20 | Le Vœu du Rossignol                                | ナイチンゲールの誓い       | Naichingeeru no chikai         | 20 aout 2008          |
| À la suite de l'inattendu aveu de faiblesse d'Irie, Kotoko a fait son choix : c'est avec lui qu'elle passera le reste de ses jours. Mais Irie reste Irie, et alors que Kotoko se réjouit à l'idée de prononcer son serment et de revêtir l'habit d'infirmière, son mari lui annonce qu'il ne sera pas présent à la cérémonie. |                                                    |                            |                                |                       |
| 21 | Garçon de Verre                                    | ガラスの少年               | Garasu no shōnen               | 27 aout 2008          |
| Kotoko n'en revient pas ! Ce beau jeune homme qui l'a enlacée devant tout le monde n'est autre que Non-Chan, le petit garçon auquel elle avait donné des cours et dont la grave maladie avait motivé Irie à devenir médecin. Devenu désormais célèbre, celui-ci a bien changé. Est-ce à cause de sa maladie ou bien d'autres blessures plus secrètes ? |                                                    |                            |                                |                       |
| 22 | Le Meilleur Cadeau                                 | 最高のプレゼント           | Saikō no purezento             | 3 septembre 2008      |
| C'est l'anniversaire de Kotoko et elle aurait voulu le passer avec Irie. Mais des choses vont arriver entre-temps… Plus tard. Kotoko et Irie sont envoyés aux départements des médecins interne. Quand ils rentre a la maison. Kotoko Est fatigué et malade. Irie se demande si Kotoko n'est pas enceinte ? |                                                    |                            |                                |                       |
| 23 | Toi, Autour de, Moi                                | キミ、メグル、ボク         | Kimi, Meguru, Boku             | 10 septembre 2008     |
| Kotoko est enceinte tout le monde fête cette nouvelle mais Irie reste Irie, Kotoko lui demande s'il est heureux ? Il lui répond : « bien sûr ». Les collègues eux aussi fêtent la nouvelle mais parlent de maris qui trompent leurs femmes une fois enceintes. La mère d'Irie qui écoute aussi, commence à enquêter sur les femmes qui travaillent avec Irie. |                                                    |                            |                                |                       |
| 24 | Heureux Carnaval d'Amour                           | ハッピー・ラブ・カーニバル | Happii Rabu Kaanibaru          | 17 septembre 2008     |
| On voit Kotoko quelques mois plus tard. Elle travaille encore mais commence être de plus en maladroite et se sent mal. Irie, lui, doit beaucoup travailler, même trop, et s'occupe de moins en moins de Kotoko. Elle se sent tellement mal qu'après le travaille fait un malaise. Alors qu'elle devait rester avec Irie, il est trop occupé pour rentrer à ce moment. La famille des deux apprendra vite la nouvelle et appelle Irie immédiatement, qui coure vers l'hôpital. A la fin de l'épisode Kotoko donne naissance à… |                                                    |                            |                                |                       |
| 25 | Bonjour à Nouveau !                                | ハロー♡アゲイン            | Hello Again!                   | 24 septembre 2008     |
| Kotoko et Irie sont partis voir la famille de Irie qui pousse Kotoko à travailler. Puis Irie lui explique qu'il voulait faire voir cet endroit au moins une fois. Le grand-père d'Irie demande à Kotoko pour aller chercher des fruits dans la forêt et elle se perd rapidement. Mais reçoit dans la forêt la denediction du grand-père, Irie s'inquiéte pour Kotoko et va la chercher. Le manga se termine avec Kotoko et Irie main dans la main avec leurs enfants. |                                                    |                            |                                |                       |